# ジプシー・セロルワネ
ディフェトゴ・セロルワネ（Diphetogo "Dipsy" Selolwane、1978年1月27日 - ）は、ボツワナ・ハボローネ出身のサッカー選手。ポジションはMF。

## 経歴
1999年よりボツワナ代表に選ばれている。